# Casalbeltrame
Casalbeltrame – miejscowość i gmina we Włoszech, w regionie Piemont, w prowincji Novara.
Według danych na rok 2004 gminę zamieszkiwały 832 osoby, 55,5 os./km².